# Sel iodé
Le sel iodé est un sel alimentaire enrichi en iode, de façon à réduire les risques de carence en iode. Cet élément est indispensable à la production des hormones thyroïdiennes et sa carence peut entraîner la formation de goitre, un retard de croissance et divers troubles mentaux. Dans le monde, deux milliards de personnes souffrent d'un manque d'iode, qui serait la première cause évitable de retard mental.
Dans un régime alimentaire de très faibles quantités d'iode suffisent à prévenir ces problèmes. Mais dans le monde, beaucoup de sols ne présentent que de faibles taux naturels en iode, et les légumes ne peuvent alors pas s'en enrichir suffisamment. C'est pourquoi la législation de nombreux pays (dont la France) impose ou autorise un ajout d'iode dans le sel commercial en compensation. Le sel iodé n'est pas cher et est un moyen efficace de distribuer cet oligoélément. D'autres pays, comme le Royaume-Uni, préfèrent enrichir en iode le lait plutôt que le sel.

## Historique
Après diverses études mettant en avant le lien entre carence en iode et goître, le médecin valaisan Otto Bayard est le premier à tester l'ajout d'iodure de potassium au sel de cuisine, et voit une nette réduction des goîtreux dans la vallée de Zermatt. Après avoir impliqué l'OFSP, la Suisse recommande l'ajout d'iode au sel de cuisine, faisant figure de pionnière.
L'enrichissement en iode du sel alimentaire est ensuite recommandé et mis en œuvre aux États-Unis après la première guerre mondiale, durant les décennies 1920 et 1930, sur la base de recherches sur les liens entre goitre endémique et carence en iode.

## Dosages
La Food and Drug Administration recommande 150 microgrammes (µg) d'iode par jour et par personne (21 CFR 101.9 (c)(8)(iv))). 
Un excès d'iode dans l'organisme perturbe le système endocrinien et peut favoriser un processus inflammatoire auto-immunitaire (thyroïdite de Hashimoto).

## Dans le monde

### France
L’iodation (enrichissement en iode) est autorisée en France depuis 1952 pour le sel de table et le sel de cuisine, mais n'est pas obligatoire. Le sel iodé est autorisé dans la restauration collective mais ne l'est pas dans les aliments manufacturés. Il doit contenir entre 15 et 20 mg d’iode par kg de sel.
Les sels iodés (y compris iodés et fluorés) ne représentaient en 2014 que 32 % des ventes totales de sels de table et de cuisine en France. En particulier, les sels naturels comme le sel de Guérande ne sont pas enrichis en iode.

### Suisse
En Suisse, il n’y a pas d’iode dans les sols, les fruits et légumes produits du pays n’en contiennent donc pas.
L’Office fédéral de la sécurité alimentaire (OSAV) redoute l’apparition d’un sérieux problème de santé publique et envisage d’inciter les industries à utiliser du sel iodé, la loi ne les y obligeant pas.

## Chimie, biochimie

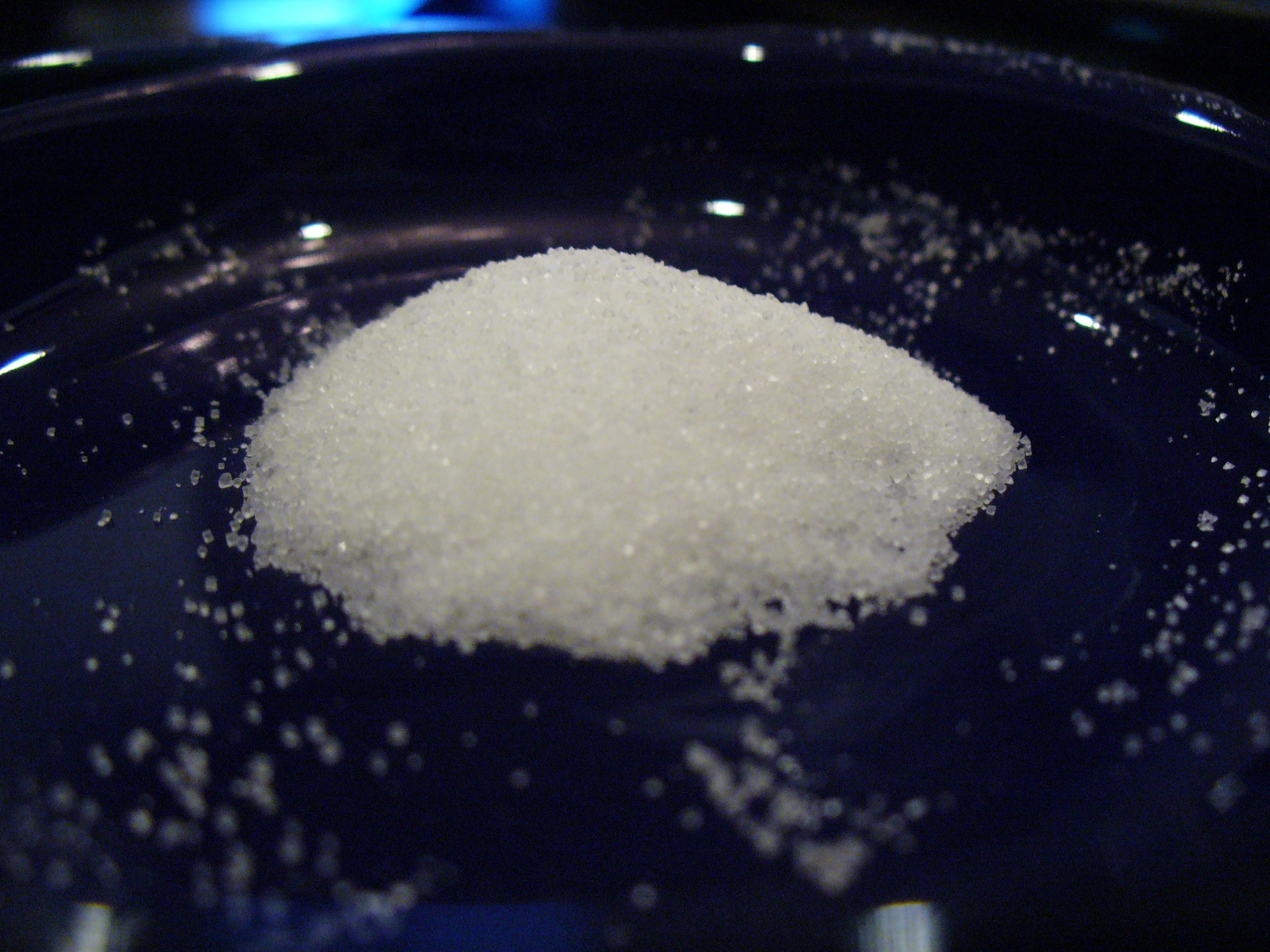
Un tas de sel iodé.

Quatre composés inorganiques sont utilisés par les producteurs comme source d'iode : 
1. l'iodate de potassium (KIO3),
2. l'iodure de potassium (KI),
3. l'iodate de sodium (NaIO3) ou
4. l'iodure de sodium (NaI).

N'importe lequel de ces composés fournit au corps ses besoins en iode pour la biosynthèse des hormones thyroxine (T4) et triiodothyronine (T3) par la thyroïde.
Le sel alimentaire peut être iodé par pulvérisation d'une solution d'iodate de potassium. Une tonne de sel nécessite 60 ml d'iodate de potassium pour être iodée, soit un coût en 2006 d'environ 1,15 $. Le sel est un moyen efficace de distribuer de l'iode à la population car il ne périme pas et il est consommé à des taux à peu près estimables.
Le sel iodé par de l'iodure perd lentement son iode par un processus d'oxydation : l'iodure de métal alcalin (sodium ou potassium), avec le temps et une exposition à un excès de dioxygène et de dioxyde de carbone s'oxyde lentement en carbonate de métal et en diiode qui ensuite s'évapore,.

## Aspect nutritionnel
L'iode est dosé pour ne pas être apporté en quantité excessive chez un consommateur normal de sel.
Comme la carence en fer est relativement commune dans les pays occidentaux, le sel peut être aussi enrichi en iode et en fer. Le fer est alors encapsulé avec de la tristéarine pour éviter qu'il réagisse avec l'iode dans le sel.
On fournit aussi aux animaux d'élevage un complément alimentaire en iode. 
Le principal complément pour le bétail est le dérivé d'iodure d'hydrogène de l'éthylènediamine.
Toxicologie :  en 2012, l'Autorité européenne de sécurité des aliments (AESA) fait remarquer qu'alors  que la plupart des aliments ont un taux de plomb qui a régulièrement diminué, parmi 734 catégories d'aliments consommés en Europe et analysés (145 000 analyses au total), 87 présentent encore des taux de plomb préoccupants. Le sel iodé est l'un de ces 87 aliments, il serait source - pour un consommateur moyen -  de 2,4 % des apports alimentaires quotidiens en plomb. Le rapport de l'AESA ne pose pas d'hypothèse sur l'origine de ce contaminant toxique et indésirable, source de saturnisme.